# A.R. Gurney
A.R. Gurney, właśc. Albert Ramsdell Gurney Jr (ur. 1 listopada 1930 w Buffalo, zm. 13 czerwca 2017 w Nowym Jorku) – amerykański dramaturg i powieściopisarz.
Był absolwentem St Paul’s School w Concord w stanie New Hampshire. Uczęszczał do Williams College (w Williamstown) i Yale School of Drama (Uniwersytet Yale), po czym zaczął wykładać nauki humanistyczne w Massachusetts Institute of Technology.
Do jego wczesnych utworów należą dramaty Sceny z amerykańskiego życia (Scenes from American Life), Dzieci (Children), Średniowiecze (The Middle Ages). Sukces sztuką Jadalnia (The Dining Room) z udziałem Johna Shei i Williama H. Macy’ego.
Gurney jest autorem wielu dramatów, większość z nich dotyczączą White Anglo-Saxon Protestants. Jest także autorem musicalu Miłość w Buffalo (Love in Buffalo), który był pierwszym musicalem wyprodukowanym na Uniwersytecie Yale.